# Анисия Солунская
Анисия Солунская (греч. Ανυσία; 285—304, Салоники) — христианская святая, почитаемая в лике мучениц, пострадавшая в царствование императора Максимиана. Память совершается в Православной церкви 30 декабря (12 января), в Католической церкви — 30 декабря.

## Жизнеописание
О жизни Анисии известно исключительно из двух житийных памятников (один приписывают Симеону Метафрасту, второй диакону и референдарию Григорию). Согласно житиям, мученица Анисия жила в греческом городе Салоники и происходила из христианской семьи. После смерти родителей раздала полученное наследство бедным и проводила жизнь в молитвах и посте.

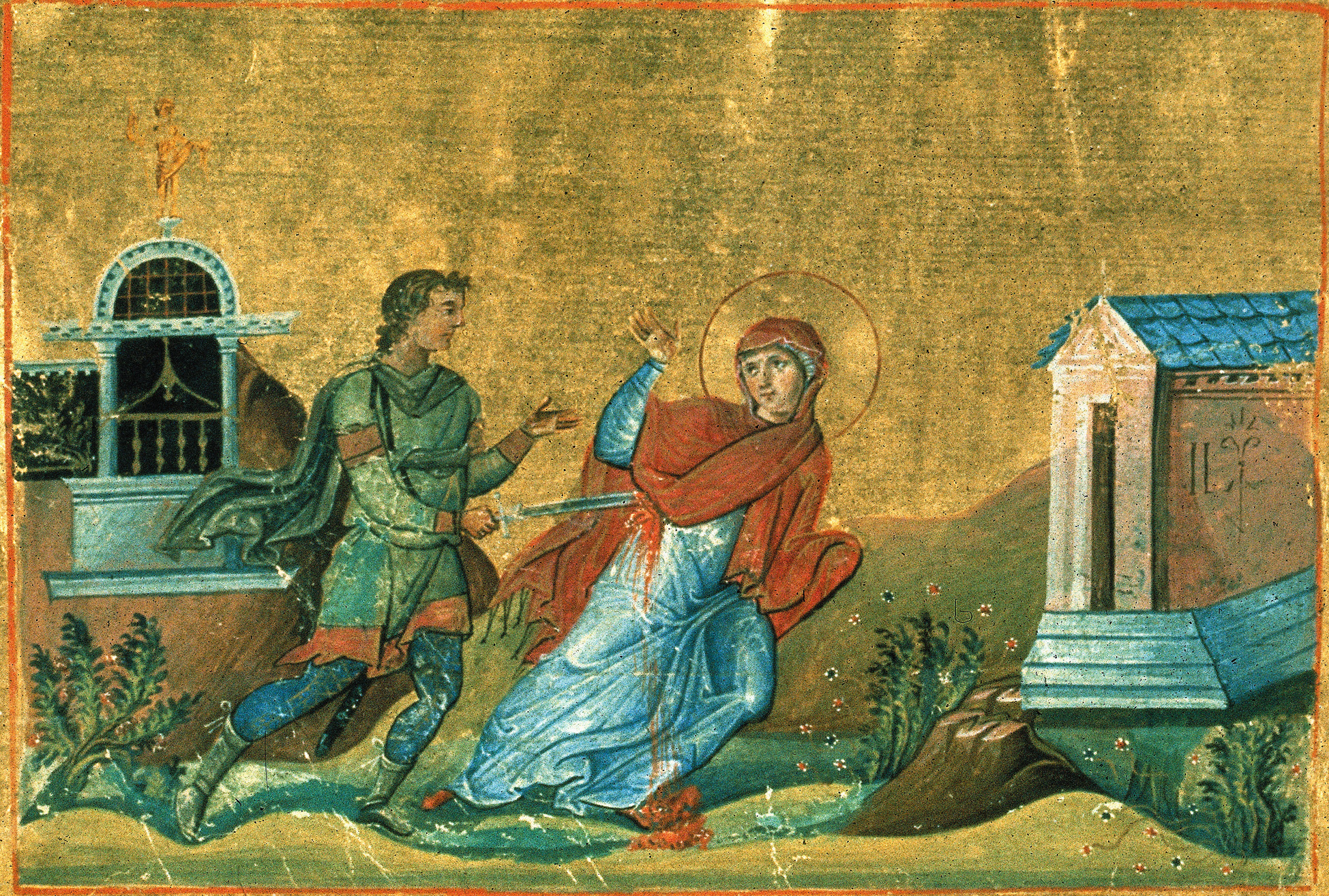
Миниатюра из Минология Василия II. X век.
Ватиканская библиотека

Димитрий Ростовский сообщает, что Анисия по дороге в церковь была остановлена римским воином, который предложил ей пойти на языческий праздник. После отказа он схватил её и попытался сорвать покрывало с её головы. Анисия, оттолкнула его и, плюнув в лицо, сказала: «Да запретит тебе, диавол, Господь мой Иисус Христос!» После этого, как пишет Димитрий Ростовский, «воин, не вынося имени Христова, обнажил бывший при нём меч, и, ударив её в бок, пронзил насквозь».
Тело святой было погребено фесалоникийскими христианами за городом «в двух вёрстах от врат Касантриотийских», позже над её могилой был построен молитвенный дом. В настоящее время мощи святой в серебряной раке находятся в базилике Святого Димитрия (Салоники).
Память святой Анисии известна уже из Типикона Великой церкви X века, где она указана без какой-либо особой службы. На Руси наиболее ранним свидетельством почитания Анисии является указание дня её памяти в месяцеслове Остромирова Евангелия (1056—1057). В современной практике Русской православной церкви последование мученицы Анисии состоит из трёх стихир на Господи, воззвах 4-го гласа, канона 4-го гласа Феофана с седальном и кондаком.